# Marinha da Síria
A Marinha de Guerra da Síria é o menor braço armado das Forças militares Sírias. Durante a Guerra Civil Síria, defasada e sem equipamentos modernos, a marinha síria não tomou parte de ações militares ou grandes combates.
Após o colapso da Síria Baath em 2024, ativos militares e infraestrutura caíram nas mãos de uma nova coalizão da oposição síria que estava tentando reconstituir instituições estatais anteriores sob nova liderança, organização e direção, como uma força nacional unificada. Aproveitando-se do caos que o país atravessou após a queda de Damasco, a força aérea israelense lançou diversos ataques aéreos contra antigos ativos militares do regime sírio, destruindo a grande parte do equipamento militar da força aérea e da marinha síria.

## Fotos

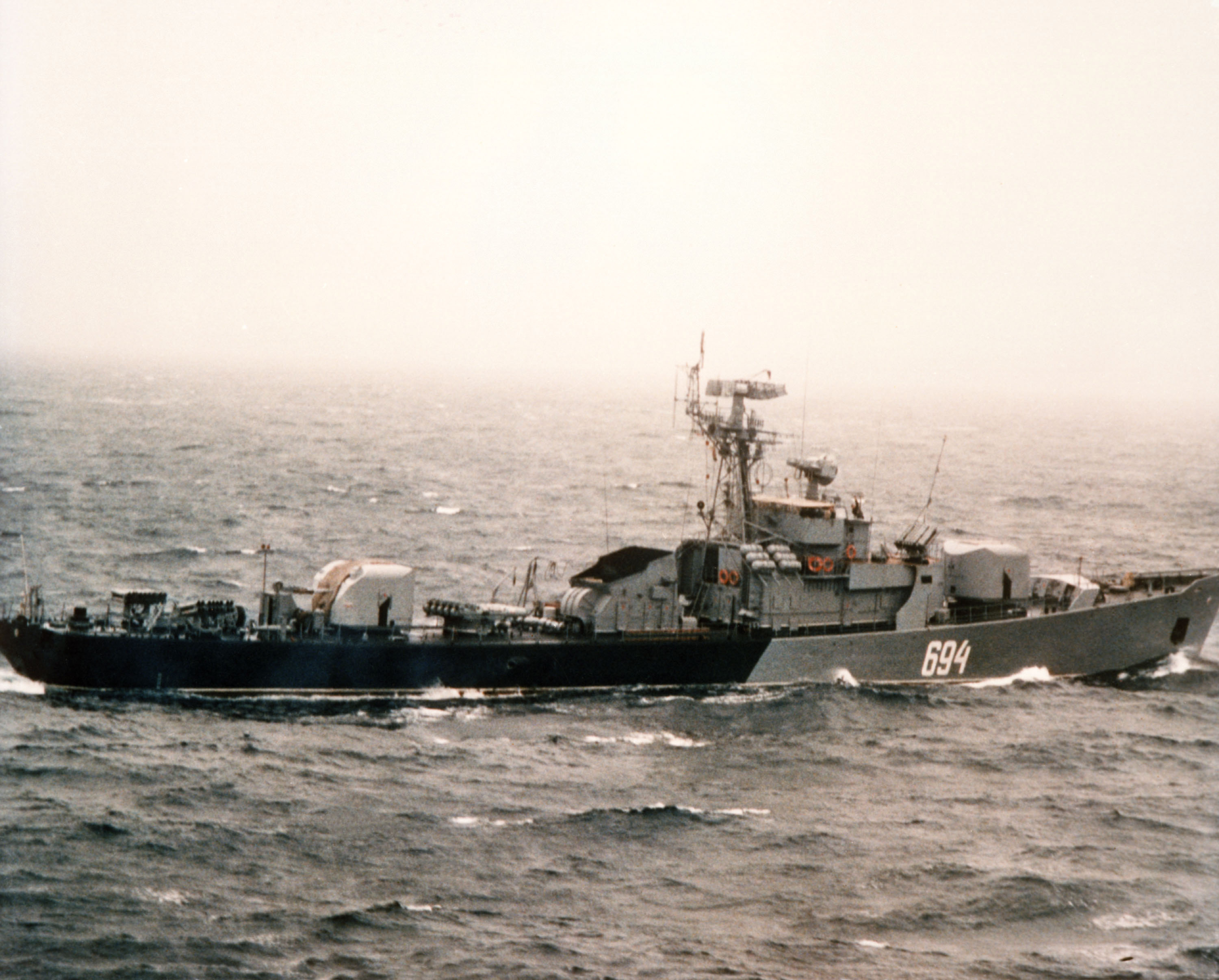
Uma fragata síria da classe Petya.
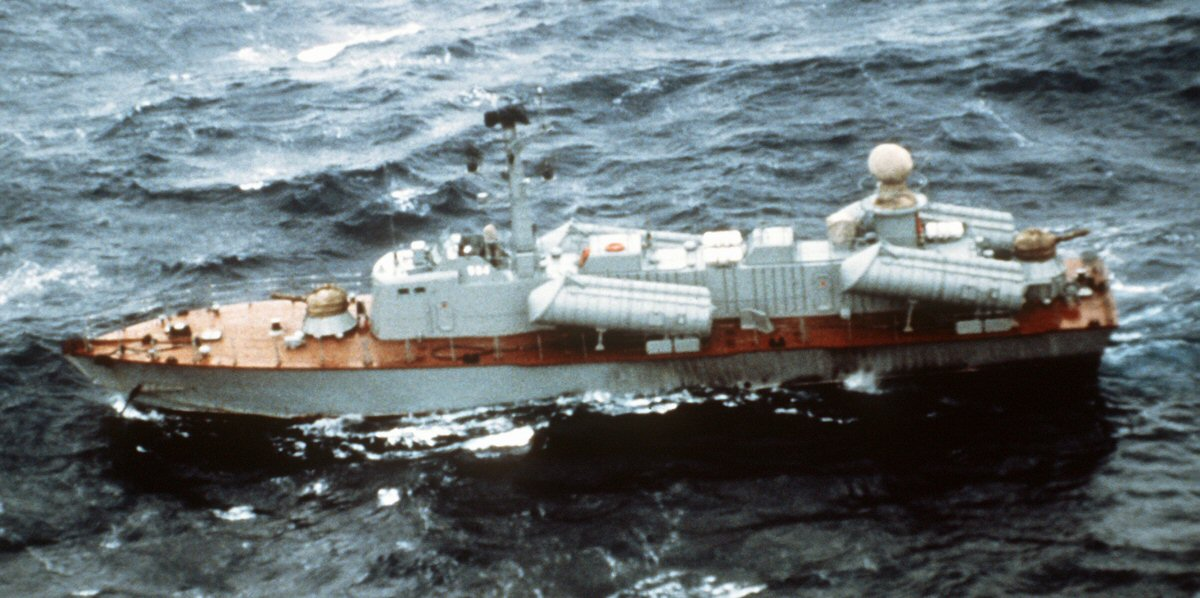
Um barco patrulha sírio da classe OSA (205U).